# Exécutif Geens II
 (juin 2018).
L'exécutif Geens II est un gouvernement flamand bipartite composé de démocrates-chrétiens et de libéraux. Il compte 9 ministres.
Cet exécutif fonctionne du 10 décembre 1985 au 3 février 1988. Il sera suivi de l'exécutif Geens III. 

## Composition
| Fonction                                                                          | Titulaire   | Titulaire                                  | Parti |
| --------------------------------------------------------------------------------- | ----------- | ------------------------------------------ | ----- |
| Président de l’Exécutif Ministre de l’Économie et de l’Emploi                     |             | Gaston Geens                               | CVP   |
| Vice-Président Ministre des Finances et du Budget                                 |             | Louis Waltniel                             | PVV   |
| Ministre communautaire de la Famille et du Bien-être                              |             | Rika Steyaert                              | CVP   |
| Ministre communautaire du Logement                                                |             | Paul Akkermans remplacé le 21 octobre 1987 | CVP   |
| Ministre communautaire du Logement                                                | Jozef Dupré |                                            | CVP   |
| Ministre communautaire de la Santé publique et de l’Environnement                 |             | Jan Lenssens                               | CVP   |
| ministre communautaire des Affaires intérieures et de l’Aménagement du territoire |             | Jean Pede                                  | PVV   |
| ministre communautaire de l’Enseignement et de la Formation                       |             | Théo Kelchtermans                          | CVP   |
| Ministre communautaire des Relations extérieures                                  |             | Paul Deprez                                | CVP   |
| Ministre communautaire de la Culture                                              |             | Patrick Dewael                             | PVV   |